# Trobes de mossèn Jaume Febrer
Les Trobes de mossèn Jaume Febrer és un poema que descriu els blasons de cavallers valencians, escrit teòricament al segle xiii.
En l'obra, que porta com a títol complet Trobes de mossèn Jaume Febrer, cavaller, en què tracta dels llinatges de la conquesta de València e son regne, s'hi descriuen els escuts heràldics de 554 cavallers que teòricament haurien participar en la conquesta de València amb Jaume I, amb comentaris sobre el seu origen o algunes gestes significatives. Malgrat tot, en tractar-se d'una falsificació molt posterior, actualment no es dona cap credibilitat a la informació que conté.
El teòric autor del llibre és mossèn Jaume Febrer, personatge que hauria viscut durant el segle xiii, fill d'un oficial del rei Jaume I, qui, a més, hauria estat el seu padrí. En tot cas, no hi ha constància documental de cap escriptor amb el nom de Jaume Febrer en aquest segle, encara que sí que consten alguns Jaume Febrer, fet normal tenint en compte que el nom i el cognom eren freqüents en l'època. Cal destacar també que en alguna ocasió s'ha confós aquest mossèn Febrer amb Andreu Febrer, poeta que sí que va existir realment a cavall dels segles XIV i XV.
Estudis posteriors han proposat com a possibles autors reals de les Trobes a Onofre Esquerdo, "descobridor" de les Trobes, Vicent Ximeno, primera persona que va informar de la seva existència, o, fins i tot, Vicent Josep Marc, que impulsà la seva primera publicació el 1796 a la impremta del Diari de València.

## Contingut de lesTrobes
L'obra inclou un total de 554 cavallers que haurien participat en la conquesta de València, cadascun amb la seva troba numerada. Per a cadascun es dona un breu resum biogràfic i es descriu el seu escut heràldic. Primer es fa amb una poesia en valencià, i a continuació es fa la seva traducció en prosa en castellà. En tot cas, és una traducció teòrica perquè en alguns casos hi ha més informació en el text en prosa que en la poesia, com si el procés de creació hagués estat justament a la inversa.

Molts dels cavallers són reals i el seu escut és el correcte i conegut. El problema sorgeix en un bon nombre de cavallers que no consten en cap altra font, que s'hauria inventat directament l'autor del segle XVII o XVIII, com en l'exemple següent, sobre un teòric Guillem de Lauria del temps de Jaume I.

GUILLERMO LAURÍA
TROBA CCLXXIX
Tres Bandes de blau, en lo camp de argent,
Guillem de Lauría pinta per divisa;
És de Catalunya (segons lo Coment
Del Rey vostron Pare heu mostra evident)
Home de valor, è dell nos avisa
Que servì en Mallorca, après en Valencia.
Ab dues Galeres corria les costes,
Portant vitualles; e sa dilitgencia
Fonch pera lo Eixercit de gran conseqüència.
Ri.h lo feu lo Rey, donantli les costes,
E hui té el Ofici de Mestre de Postes
Tres bandas azules, en campo de plata, pintaba en su escudo Guillermo Lauría, natural de Cataluña, segun las Historias: era hombre de valor y sirvió en las Conquistas de Mallorca y Valencia; pues con dos Galeras corria las costas, llevando vìveres al Exèrcito, cuya digiligencia bien executada, fue de mucho provecho. El Rey Don Jayme le enriqueció, pues les pagaba el doblado de sus importes: y por premio de sus servicios le dió el cargo de Director de Postas.

## Aparició i estudis sobre la seva falsedat
La primera notícia sobre l'existència del llibre apareix en Escritores del Reino de Valencia (1747-1749) de Vicent Ximeno, que diu que coneix l'obra gràcies a la troballa feta per Onofre Esquerdo a final del segle XVII qui, a més, les hauria traduït al castellà. Inicialment tingueren una bona acollida perquè recuperaven història del país i, especialment, de les seves classes dirigents, encara que des del principi es qüestionà la seva autenticitat. En tot cas, se'n feren edicions el 1796 i 1848, i ja més modernament, en edicions facsímils.
El primer estudiós que plantejà clarament la falsedat del text fou Bartomeu Ribelles el 1804. Més endavant, el 1912 Manuel de Montoliu publicà un extens article demostrant la seva falsedat basant-se tant en fets històrics com en trets estilístics, com la qualitat del català del text o la utilització de metres poètics desconeguts el segle xiii. Nous estudis han confirmat i completat la refutació, essent el darrer rellevant el de Jaume Riera de 1993. En conseqüència, no es dona cap credibilitat al contingut de les Trobes, especialment quan cita personatges o esdeveniments que no apareixen en cap altra font.
Malgrat tot, el text ha continuat essent citat en alguns cercles pel detall que aporta, ja que sovint és l'única font disponible de suposats personatges, com per la reivindicació global de la història valenciana. De fet, en el segle XXI encara se'l cita puntualment com a autoritat i algunes de les seves informacions es van repetint acríticament en les fonts, com uns teòrics avantpassats britànics de Sant Vicent Ferrer, a partir de les trobes dedicades a un cavaller anglès i un cavaller escocès que duien el cognom Ferrer. També sembla haver-se originat en les Trobes l'actual escut del Reial Club Esportiu Espanyol de Barcelona a partir del blasó de l'inexistent Guillem de Llúria.
A més, cal fer constar que existeix a València el carrer de Mossèn Febrer al barri de la Creu Coberta, i que a Barcelona hi ha també un carrer dedicat a Guillem de Llúria, al barri del Poblenou.